# Diocèse d'Engativá
Le diocèse d'Engativá (en latin : Dioecesis Engativensis ; en espagnol : Diócesis de Engativá) est un diocèse de l'Église catholique en Colombie, suffragant de l'archidiocèse de Bogota.

## Territoire

diocèse d'Engativá

Il comprend la localité d'Engativá et une partie de celle de Suba dans le district de Bogota ainsi que la municipalité de Cota dans le département de Cundinamarca.
Il possède un territoire d'une superficie de 132 km2 divisé en 66 paroisses. Le siège épiscopal est dans la ville d'Engativá où se trouve la cathédrale Saint-Jean-Baptiste (es).

## Historique
Le diocèse est érigé le 6 août 2003 par la constitution apostolique Ad efficacius providendum du pape Jean-Paul II en prenant une partie du territoire de l'archidiocèse de Bogota.

## Évêques
- Héctor Luis Gutiérrez Pabón (6 août 2003 - 26 juin 2015)
- Francisco Antonio Nieto Súa (26 juin 2015 - 29 juin 2024)
- Germán Medina Acosta, depuis le 29 juin 2024